# 이그 (크툴루 신화)
이그(Yig)는 하워드 필립스 러브크래프트의 크툴루 신화에 등장하는 하급 신 중 하나로, "뱀들의 아버지" 혹은 "나쁜 약"로 알려져 있다. 아메리카 토착민들이 끊임없이 달래고 있는 것으로 묘사된다.
이그는 쉽게 진정시킬 수 있지만 화를 내는 것도 빠르다. 이그는 적들을 파괴하거나 변형시키기 위해 뱀 떼를 종종 보낸다. 러브크래프트의 단편 <이그의 저주(The Curse of Yig)>에 묘사되었다.
이그는 1990년대 코네티컷에서 십대 청소년들이 차창 밖으로 "이그(YIG)"라고 소리치는 반(半) 종교적인 숭배의 대상으로 나타났다. "이그질"(Yigging)이라 이름붙은 이 의식적인 행위는 "이그"를 가능한 한 크게 소리질러 상대, 주로 골프 치는 사람들이나 교회 신도들을 공포에 질리게 하거나 협박하는 데 있었다. 현재는 많이 줄어들어 연간 2-5건의 "이그질"이 보고된다.
이그는 때로 네스 호의 괴물과도 연관된다.